# Gel de sílice
El gel de sílice és una forma granular i porosa de diòxid de silici (SiO₂), fabricat sintèticament a partir de silicat sòdic. Malgrat el nom, el gel de sílice és sòlid.

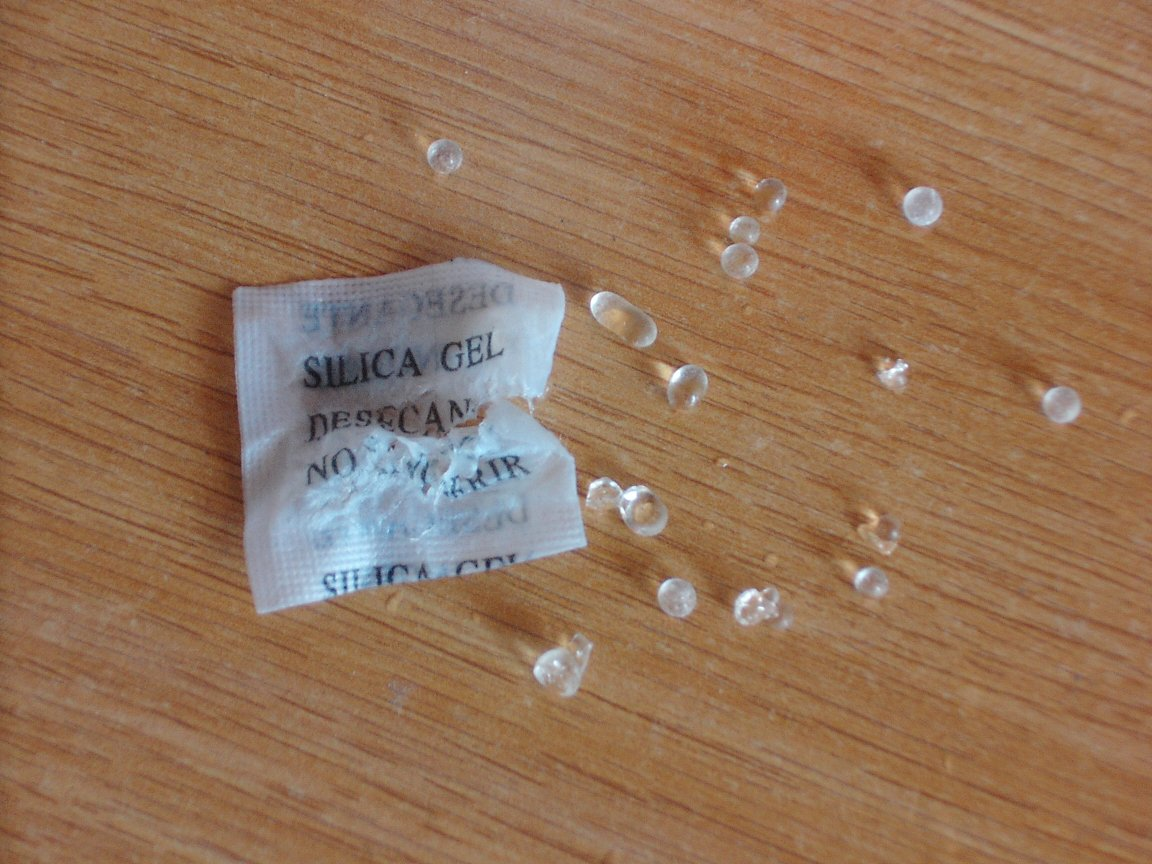
Gel de sílice usat en perles dins de bosses permeables

## Història
El gel de sílice va ser patentat en 1919 per Walter A. Patrick, professor de química en la Universitat Johns Hopkins, Baltimore (Maryland). Anteriorment havia estat usat en les màscares antigas, durant la Primera Guerra Mundial, per a adsorbir vapors i gasos. Era una substància coneguda des de 1640 com una curiositat científica.
En la Segona Guerra Mundial el gel de sílice va esdevenir indispensable per a mantenir la penicil·lina seca, per a protegir l'equipament militar dels danys produïts per la humitat, com a fluid catalitzador en el craqueig per a la producció de gasolina amb un índex d'octà alt i també com a catalitzador per a produir butadiè a partir de l'etanol, matèria primera principal per al programa de cautxú sintètic.

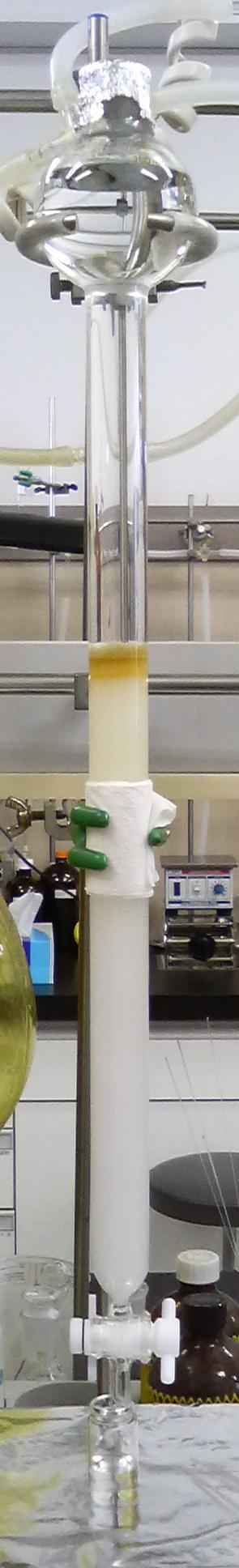
Columna cromatogràfica

## Estructura i propietats
L'interior de cada gra de sílice està compost d'àtoms de silici interconnectats per àtoms d'oxigen (un silicat). A la superfície dels grups silanol (Si-OH) es mantenen i són responsables de la forta polaritat de gel de sílice. La seva gran porositat, que li atorga al voltant de 800 m²/g de superfície específica, el converteix en un adsorbidor d'aigua i per això es fa servir per a reduir la humitat en espais tancats, normalment fins a 40%. Quan s'ha saturat d'aigua, el gel es pot regenerar sotmetent-lo a una temperatura de 150 °C, a raó de 1,5 hores per litre d'aigua. Els grans de gel de sílice són porosos; la mida del gra i la del porus depenen en gran manera del mètode de preparació que hom hagi emprat. Aquesta estructura és la responsable de la gran superfície, típicament 500-600 m²/g.
Aquest gel no és tòxic, ni inflamable ni químicament reactiu. Amb tot, als petits envasos de gel s'avisa de la seva toxicitat en cas d'ingerir-ne. De fet és el clorur de cobalt que se li sol afegir per a indicar-ne la humitat, que és tòxic. El clorur de cobalt reacciona amb la humitat i quan està sec és de color blau i es torna rosa en adsorbir humitat. La pols que es forma en manipular aquest material pot generar silicosi si es respira.

## Ús de la química
El gel de sílice es fa servir principalment com a fase estacionària de cromatografia. També pot ser utilitzat com a agent d'assecament, com a reactiu o com a suport de reactius.
Recentment se l'estudia com a component de bateries tèrmiques: la calor que desorbeix quan se l'asseca es pot alliberar quan es mulla. Un metre cúbic de gel de silice sec pot allotjar entre 200 i 300 kWh. Per comparació: en un metre cúbic d'aigua només caben uns 60 kWh.

## L'ús de cromatografia
El gel de sílice s'utilitza com a suport la cromatografia de capa (TLC), cromatografia en columna (cromatografia líquida, flash, MPLC, HPLC ...), etc.
En el cas de la cromatografia de capa fina de gel de sílice es barreja amb un aglutinant com ara el guix, al qual sovint se li ha afegit un tint fluorescent que permet la detecció de compostos en ser exposat a la llum ultraviolada. La barreja es diposita sobre un suport inert (placa de vidre, plàstic, alumini), es deixa assecar i després és activat amb calor. A la columna de cromatografia de líquids, el gel de sílice s'utilitza com a tal.
La sílice es pot convertir en hidrofòbic modificant-lo per addició de grups hidròfobs als grups silanol presents a la superfície. Per exemple, l'anomenat "C18" és un gel de sílice en el qual s'han addicionat grups octadecil (18 àtoms de carboni). En aquest cas, la cromatografia emprant aquest gel de sílice modificat s'anomena "en fase reversa", perquè a diferència de la cromatografia "en fase normal", els compostos més polars elueixen primer, mentre que els més hidrofòbics són més retinguts.

## L'ús domèstic
De gel de sílice se'n fa servir per a fer jaços d'animals; per a deshidratar plantes, sobretot flors seques i herba; en petites bosses, en l'emmagatzematge d'aliments secs o d'objectes que poden agafar humitat en l'embalatge, etc.
També és un complement: en una proteïna d'adhesió, per a accelerar la unió i la clarificació del vi o per a estabilitzar-lo. Substitueix els tanins.